# 北島町立北島北小学校
北島町立北島北小学校（きたじまちょうりつ きたじましょうがっこう）は、徳島県板野郡北島町北村字壱町四反地にある公立小学校。

## 沿革
- 1879年7月 - 北島村北村字神屋敷4番地に創立[1]。
- 1889年4月 - 北村尋常小学校の設立。
- 1901年5月 - 現在地に移転。
- 1902年4月 - 北島北尋常小学校と改称。
- 1924年8月 - 徳島県北島村立北島北尋常小学校と改称。
- 1932年
  - 4月 - 校章・校歌の制定。
  - 8月 - 徳島県板野郡北島北尋常小学校と改称。
- 1941年4月 - 徳島県板野郡北島町北島北国民学校と改称。
- 1947年4月 - 現在の校名に改称。

## 校訓
- 強く 正しく 朗らかに

## 校歌
- 作詞：片岡善吉
- 作曲：大槻貞一[2]

## 学校行事
| - 4月 - 5月 - 6月 | - 7月 - 8月 - 9月 | - 10月 - 11月 - 12月 | - 1月 - 2月 第一土曜日 校内音楽発表会 - 3月 |

## 校区内の主な施設
- 光福寺
- 板野東部消防組合消防本部
- 北島北公園総合体育館

## 出身者
- 村田秀亮（お笑い芸人、とろサーモンメンバー）